# Шеметово (Ярославская область)
Ше́метово — деревня в Даниловском районе Ярославской области, входит в состав Даниловского сельского поселения. 

## География
Находится в 26 км от Данилова по автомобильной дороге Череповец — Данилов. 

## История
В 1788 году помещицой Акилиной Никитяшной Медведевой в селе была построена каменная церковь о трех престолах. К приходу относились село Шеметово и деревни: Великово, Алексино, Селино, Подовинново, Починок-Лавруков, Бабино, Мягково, Мошкино, Ермаково, Борщёвка, Павлицево, Малахово, Починок Чернышев, Захарово.
В конце XIX — начале XX века село входило в состав Ермаковской волости Даниловского уезда Ярославской губернии.
С 1929 года село являлось центром Шеметовского сельсовета Даниловского района, с 1932 года — в составе Хабаровского сельсовета, с 1954 года — в составе Ермаковского сельсовета, с 2005 года — в составе Даниловского сельского поселения.

## Население
| 1859 | 2002 | 2007 | 2010 |
| ---- | ---- | ---- | ---- |
| 84   | ↘2   | ↘1   | →1   |

## Достопримечательности
В селе расположена недействующая Церковь Воскресения Христова (1788).